# Lost Boundaries
Lost Boundaries is een Amerikaanse dramafilm uit 1949 onder regie van Alfred L. Werker. Destijds werd de film in Nederland uitgebracht onder de titel Verloren grenzen.

## Verhaal
Een zwarte arts van gemengd bloed tracht door te gaan voor een blanke in een stadje in New Hampshire. Wanneer hij twintig jaar later wordt afgewezen bij de Amerikaanse marine komt zijn geheim aan het licht.

## Rolverdeling
| Acteur              | Personage           |
| ------------------- | ------------------- |
| Beatrice Pearson    | Marcia Carter       |
| Mel Ferrer          | Scott Mason Carter  |
| Susan Douglas Rubes | Shelly Carter       |
| Robert A. Dunn      | John Taylor         |
| Richard Hylton      | Howard Carter       |
| Grace Coppin        | Mevrouw Mitchell    |
| Carleton Carpenter  | Andy                |
| Seth Arnold         | Clint Adams         |
| Wendell Holmes      | Morris Mitchell     |
| Parker Fennelly     | Alvin Tupper        |
| Ralph Riggs         | Loren Tucker        |
| William Greaves     | Arthur Cooper       |
| Ray Saunders        | Dr. Jesse Pridham   |
| Leigh Whipper       | Conciërge           |
| Morton Stevens      | Dr. Walter Brackett |